# Mount Guernsey
Mount Guernsey ist ein 1250 m hoher, isolierter und hauptsächlich vereister Berg an der Fallières-Küste des Grahamlands auf der Antarktischen Halbinsel. Er ragt 11 km nördlich des Mount Edgell auf. 
Entdeckt wurde er von Teilnehmern der Fünften Französischen Antarktisexpedition (1908–1910) unter der Leitung Jean-Baptiste Charcots. Charcot identifizierte das Objekt irrtümlich als Île Guernesey nach der gleichnamigen britischen Kanalinsel. Vermessungsarbeiten der British Graham Land Expedition (1934–1937) unter der Leitung des australischen Polarforschers John Rymill ergaben jedoch, dass es sich anstelle einer Insel in Wirklichkeit um einen Berg handelt. Charcots Benennung wurde dementsprechend angepasst. Weitere Vermessungen nahm der Falkland Islands Dependencies Survey im Jahr 1948 vor.